# Куртанич Петро Федорович
Петро́ Фе́дорович Курта́нич (*12 травня 1927, с. Смереково, Великоберезнянщина) — український поет, етнограф, фольклорист.

## Біографія
Народився в селянській сім'ї, здобув початкову освіту с. Смереково, Великоберезнянщина. З 1945 р. по 1951 р. служив у Радянській Армії.
Працював на різних ділянках народного господарства, займав різні відповідальні на той час посади, а з відновленням Великоберезнянського району у 1969 році і аж до виходу на пенсію (1987) був головою комітету народного контролю.
Записував з народних уст пісні, загадки, коломийки, казки, скоромовки, сміховинки тощо. Особливо цінними є збережені П.Куртаничом дитячі ігри с. Смерекова, які проводилися там у 20-30-х роках XX століття.
П. Ф. Куртанич особливу увагу приділяє казкам. П.Куртанич вирішив поділитися записаним від народу багатством з читачем. Тому у "Поличці «Карпатського краю» у 1993 році на власні кошти вийшла збірочка пісень «Плаче дівча за шу-гаєм…». У книжечці вміщено 14 пісень і цілу добірку весільних пісень, яка складається з 55 куплетів, що співають за столом свашки на Великоберезнянщині. Серед ліричних пісень дві із них («Ой мамко, моя мамко…» та «Ей, гнівається моя жона, де я був…» належать до родинно-побутових, Інші — це пісні про кохання «Моя мила задрімала…», «Мила моя, щось думала…», «Ой не сама, не сама…», «Ой Янічку,…», «Ой у полі на горбочку…», «Горі гай, долину…», «А мій милий сегінь-легінь…», «Жеби'м не ходила…», «Фраїрка'м ти була…», «Дубе, дубе…», «Закувала зозуленька…», «Заспіваймо собі мало…». Цінність книжечки не тільки в тому, що в ній уміщено маловідомі або й зовсім не відомі для широкого читача пісні, а насамперед І в тому, що вони подані з нотами.

## Творчість Петра Куртанича
- Куртанич П. Ф. Плаче дівча за шугаєм…Народні пісні Великоберезнянщини./ Редактор С. Гіга, художник П.Петкі. — Ужгород: Полика «Карпатського краю», 1993. — 32 с., іл.
- Усі скарби з лісу йдуть: Українські народні казки, записані від Петра Куртанича. Для мол. і середн. шк. віку / Запис текстів, упоряд. та передм. І. В. Хланти; Худож. оформл. М. М. Аронця. — Ужгород: Відкрите акціонерне товариство «Патент», 1999. — 64 с.
- Казки Петра Федоровича Куртанича зі вступною статтею І.Хланти опубліковано у журналі «Зелені Карпати» (1995. — № 1-2).